# Tabernáculo
Tabernáculo (em hebraico:  מִשְׁכַּן, mishkan, "residência" ou "habitação"), de acordo com a Bíblia hebraica, era a habitação terrestre de Deus entre os filhos de Israel desde o tempo do Êxodo do Egito até a conquista da terra de Canaã. Construído em camadas de cortinas, juntamente com 48 placas revestidas com ouro polido, como persianas verticais mantidas em cinco barras por lado com a barra do meio e decoradas com itens feitos de ouro, prata, latão, peles, joias e outros materiais valiosos retirados do Egito Antigo pelas ordens de Deus, e de acordo com as especificações reveladas por Javé a Moisés no Monte Sinai, foram transportadas pelos israelitas em sua jornada pelo deserto e sua conquista da terra prometida.
A principal fonte para o relato da construção do tabernáculo é o Livro do Êxodo, especificamente Êxodo 25-31 e 35-40. Ele descreve um santuário interior, o Santo dos Santos, que abrigava a Arca da Aliança, que era mantida sob o véu da cobertura, que era suspensa por quatro pilares e uma câmara externa (o "Lugar Santo"), contendo um refletor de ouro batido com o que é geralmente descrito como um suporte de candelabro com um eixo central que incorporava quatro tigelas em forma de amêndoa e seis ramos, cada um com três tigelas em forma de amêndoas e flores, 22 no total. Estava de pé na diagonal, cobrindo parcialmente uma mesa para o pão da proposição e com as sete lamparinas para fornecer luz junto com o altar do incenso.
Esta descrição é geralmente identificada como parte da fonte sacerdotal, escrita no século VI ou V a.C.. Muitos estudiosos afirmam que é uma data muito posterior ao tempo de Moisés e que a descrição reflete a estrutura do Templo de Salomão, enquanto alguns sustentam que a descrição deriva das memórias de um verdadeiro santuário pré-monárquico, talvez o santuário em Siló. Os estudiosos tradicionais afirmam que descreve um tabernáculo real usado no tempo de Moisés e depois disso.  De acordo com a alta crítica, uma fonte pré-exílica anterior, o Elohist ("E"), descreve o tabernáculo como um simples santuário em forma de tenda.